# Svenska flygeskadrar
Flygeskadrarna tillkom genom 1936 års försvarsbeslut. Enligt beslutet skulle en flygeskaderchef i krig föra den omedelbara ledningen över de ingående förbanden inom eskadern. I fredstid förde eskadercheferna befäl över de ingående flygflottiljerna gällande taktiska och operativa övningar. 
Den första eskadern sattes upp 1938 under namnet Flygeskadern och var aktiv fram till 1940, kvar var endast staben som omorganiserades till Första flygeskadern (E 1) i samband försvarsbeslutet 1942, samtidigt som det tillkom ytterligare tre eskadrar inom flygvapnet. År 1957 tog även flygeskadrarna över flygbasområdenas uppgifter. År 1966 upphörde andra, tredje och fjärde eskadrarna och de ingående flottiljerna blev sektorflottiljer. De avvecklade eskadernas uppgifter och ledning överfördes till de olika militärområdena, Södra militärområdet (Milo S), Östra militärområdet (Milo Ö) och Övre Norrlands militärområde (Milo ÖN). Södra militärområdet kom att ansvara för luftförsvaret av södra Sverige (Södra militärområdet och Västra militärområdet). Östra militärområdet för mellersta Sverige (Östra militärområdet och Bergslagens militärområde) och Övre Norrlands militärområde för norra Sverige (Övre Norrlands militärområde och Nedre Norrlands militärområde).
Första eskadern (E 1) bibehölls och var direkt underställd ÖB, i syfte för att kunna kraftsamla attackflyget i olika riktningar. År 1995 kom dock Första eskadern att avvecklas. 

## Verksamhet
Nedan visar en tabell över de olika eskadrarna och ingående flottiljer
| Eskader             | Beteckning | Förläggningsort/HKV        | Aktiv                  |
| ------------------- | ---------- | -------------------------- | ---------------------- |
| Flygeskadern        |            | Karlsborg                  | 1939–1942              |
| Första flygeskadern | E 1        | KarlsborgStockholmGöteborg | 19421942–19571957–1995 |
| Andra flygeskadern  | E 2        | GöteborgÄngelholm          | 1942–19571957–1966     |
| Tredje flygeskadern | E 3        | Stockholm                  | 1942–1966              |
| Fjärde flygeskadern | E 4        | StockholmLuleå             | 1942–19571957–1966     |